# Jetpod
Le Jetpod est un projet d'avion ADAC à mi-chemin entre l'avion de loisir et le jet privé, conçu par la société Avcen Limited basée à Londres.
Les éléments suivants sont des annonces commerciales de la société Avcen.
Conçu pour être utilisé comme taxi volant dans des grandes métropoles, les tests en vol du Jetpod devraient débuter en 2007 et sa commercialisation devrait commencer en 2010 avec une production prévue de 165 unités la première année, 224 la seconde puis un par jour la troisième.
La vitesse de croisière annoncée d'un Jetpod est de 550 km/h. Son coût unitaire est de 1 million de dollars. Il est moins bruyant que les autres avions et ne demande que 125 mètres de piste pour le décollage et l’atterrissage. 

## Composants

### Cellule
La cellule a été conçue en matière composite de carbone et certaines parties de la structure seront renforcées avec de l'aluminium. La carlingue sera large de 4 mètres au niveau du plancher, 1,55 m au niveau des sièges et de 1,12 m au niveau de la tête. La longueur du fuselage sera de 6,93 m pour une envergure totale de 11,055 m. L'avion atteint 4,49 m de haut à la pointe de la dérive.

### Moteur
Le Jetpod est propulsé par deux réacteurs qui cumulent 5800 livres de poussée, alimentés par trois réservoirs disposés en largeur sur chaque aile et un au centre en longueur.

### Divers
- Hypersustentateur : Le Jetpod est équipé de becs de poussée verticaux sur le bord d'attaque.
- Cockpit : Pilotage IFR et VFR avec mini-manche latéral.

Les passagers accéderont par une grande porte se trouvant à l'arrière du fuselage. Le Jetpod pourra emmener jusqu'à 6 passagers avec les deux pilotes. La société Avcen croit au potentiel de son avion, notamment comme avion taxi ou jet privé, mais aussi comme avion militaire ou comme ambulance. Le premier vol est prévu pour le printemps 2007. La société envisage de passer très vite en production.
Le concepteur s'est tué dans cet avion prototype, le dimanche 16 août 2009 : https://www.engadget.com/2009/08/17/avcen-jetpod-inventor-killed-in-test-flight-crash/